# رفيع كوهن (لاعب كرة قدم)
رفيع كوهن (بالعبرية: רפי כהן‏) هو لاعب كرة قدم إسرائيلي في مركز حراسة المرمى، ولد في 28 نوفمبر 1970 في إسرائيل. شارك مع منتخب إسرائيل لكرة القدم. أما مع النوادي، فقد لعب مع مكابي حيفا ونادي بني يهودا تل أبيب ونادي مكابي تل أبيب وهبوعيل حيفا.

## وصلات خارجية
- رفيع كوهن (لاعب كرة قدم) على موقع ناشيونال فوتبول تيمز (الإنجليزية)